# Laufeia keyserlingi
Laufeia keyserlingi là một loài nhện trong họ Salticidae.
Loài này thuộc chi Laufeia. Laufeia keyserlingi được Tord Tamerlan Teodor Thorell miêu tả năm 1890.